# Блох, Ларс
Ларс Блох (дат. Lars Bloch; род. 6 августа 1938, Хеллеруп, Гентофте, Дания — 27 марта 2022, Рим, Италия) — датско-итальянский актёр и кинопродюсер.

## Биография
Ларс Блох родился 6 августа 1938 года в Хеллерупе, элитном пригороде Копенгагена. После службы на военно-морском флоте, в конце 1950-х Ларс переехал в Италию, где начал сниматься в кино.
За свою кинокарьеру Ларс Блох снялся более чем в шестидесяти фильмах, преимущественно в отрицательных ролях. Одной из наиболее известных его работ стало появление в роли президента Арканджело в комедии Нери Паренти и Паоло Вилладжо «Фантоцци против всех» (1980). В 1980-х Блох перестал сниматься в кино, и начал заниматься дистрибуцией итальянских фильмов в Японии, в особенности спагетти-вестернов.
Умер 27 марта 2022 года в возрасте 83 лет в Риме.

## Фильмография
| Год  |   | Русское название             | Оригинальное название                               | Роль                           |
| ---- | - | ---------------------------- | --------------------------------------------------- | ------------------------------ |
| 1959 | ф | Ребята и музыкальный автомат | Ragazzi del Juke-Box                                | музыкант                       |
| 1959 | ф | Ганнибал                     | Annibale                                            | воин                           |
| 1960 | ф | Сладкая жизнь                | La dolce vita                                       | гость на вечеринке             |
| 1960 | ф | В Риме была ночь             | Era notte a Roma                                    | американский солдат            |
| 1961 | ф | Фашистский вожак             | Il federale                                         | американский солдат            |
| 1962 | ф | Содом и Гоморра              | Sodoma E Gomora                                     | Эрик                           |
| 1964 | ф | Летающая тарелка             | Il disco volante                                    | учёный                         |
| 1965 | ф | Муки и радости               | The Agony and the Ecstasy                           | барон фон Силенен              |
| 1966 | ф | Библия                       | The Bible: In the Beginning                         | архангел Михаил                |
| 1967 | ф | Доллар истинный и фальшивый  | Un dollaro tra i denti                              | капитан Джордж Стаффорд        |
| 1967 | ф | Дикий глаз                   | L'occhio selvaggio                                  | Джон Бейтс                     |
| 1968 | ф | Три шага в бреду             | Tre Passi Nel Delirio                               | мужчина в аэропорту            |
| 1969 | ф | Захват                       | La cattura                                          | лейтенант Алексей Соловьёв     |
| 1971 | ф | Лук Робина Гуда              | L'arciere di fuoco                                  | король Ричард I Львиное Сердце |
| 1972 | ф | Возвращение Аллилуйи         | Il West ti va stretto, amico... è arrivato Alleluja | Кейн                           |
| 1973 | ф | Меня зовут Шанхайский Джо    | Il mio nome è Shangai Joe                           | южанин-расист в салуне         |
| 1974 | ф | Герои в аду                  | Eroi all'inferno                                    | капитан Алан Картер            |
| 1975 | ф | Морской волк                 | Il lupo dei mari                                    | Оле Эриксен                    |
| 1976 | ф | Те странные случаи           | Quelle strane occasioni                             | владелец ночного клуба         |
| 1977 | ф | Эммануэль в Америке          | Emanuelle in America                                | Эрик фон Даррен                |
| 1977 | ф | Дева, телец и козерог        | La vergine, il toro e il capricorno                 | американский профессор         |
| 1980 | ф | Фантоцци против всех         | Fantozzi contro tutti                               | Мега-Президент Арканджело      |
| 1985 | ф | Фраккия против Дракулы       | Fracchia contro Dracula                             | доктор                         |